# Mentana
Mentana est une commune italienne de la ville métropolitaine de Rome Capitale dans le Latium, située à 23 km au nord-est de Rome. Elle correspond à la cité antique de Nomentum.

## Géographie
Les communes limitrophes de Mentana sont Fonte Nuova, Monterotondo, Palombara Sabina, Rome et Sant'Angelo Romano.
Mentana est constitué de deux frazione que sont Casali et Castelchiodato.

## Histoire

### De Nomentum à Mentana
L'ancienne ville de Nomentum se trouvait au lieu-dit actuel Casali. Un déplacement de la population eut lieu au VIIIe siècle sur un site plus facile à fortifier, après une incursion des Lombards, ce qui l'éloigna de la Via Nomentana.

### Rencontre du pape et de Charlemagne
Le 23 novembre 800, Léon III accueille Charlemagne, encore seulement « roi des Francs et des Lombards » dans cette ville située à 12 milles de Rome, alors que pour le basileus, l'accueil avait lieu à seulement 6 milles de Rome. C'est une marque de l'importance de Charlemagne, qui sera couronné empereur le 25 décembre suivant.

### De l'an 900 à l'époque moderne
Aux Xe et XIe siècle, le château de la ville appartient à la famille romaine des Crescentius. En 1058, la ville est détruite par les Normands du royaume de Sicile. Le château passe à la Famille Capòcci, puis est inclus dans les possessions papales, et confié aux moines bénédictins de la basilique Saint-Paul-hors-les-Murs. Dans la seconde moitié du XIVe siècle, il devient propriété de la famille Orsini, puis en 1594 du prince de Venafro, et en 1655 du prince Marcantonio Borghese.
Un tremblement de terre cause de gros dégâts en 1484. En 1656, une épidémie de peste frappe Rome et la région, causant 160 000 morts. Seule la ville voisine de Monterotondo échappe au fléau.
Le 18 ventôse de 1798, Mentana est admise dans la République romaine napoléonienne.

### Période moderne
Le 3 novembre 1867, la ville est le théâtre de la dernière bataille livrée en Italie par Giuseppe Garibaldi lors de la campagne de l'Agro Romano pour la libération de Rome, la bataille de Mentana. Garibaldi combat à Mentana l'armée pontificale (dont les zouaves pontificaux et la Légion d’Antibes,  soutenus par des troupes françaises qui protègent la ville de Rome). Garibaldi perd cette bataille car les Français, plus nombreux, disposent de fusils chassepot modèle 1866.
Le 13 janvier 1915, la ville subit un nouveau tremblement de terre.

## Administration
| Période                                  | Période  | Identité        | Étiquette | Qualité |
| ---------------------------------------- | -------- | --------------- | --------- | ------- |
| mai 2002                                 | En cours | Guido Tabanella |           |         |
| Les données manquantes sont à compléter. |          |                 |           |         |

## Personnalités liées à Mentana
- Martial, poète latin du Ier siècle, possédait une propriété (villa) à Nomentum et l'a évoqué dans certains poèmes.

## Culture et patrimoine

### Lieux et monuments
- Le castello de Mentana.
- Le Musée national de la campagne de l'Agro Romano pour la libération de Rome de la bataille de Mentana.
- Monument en souvenir de la bataille de Mentana.

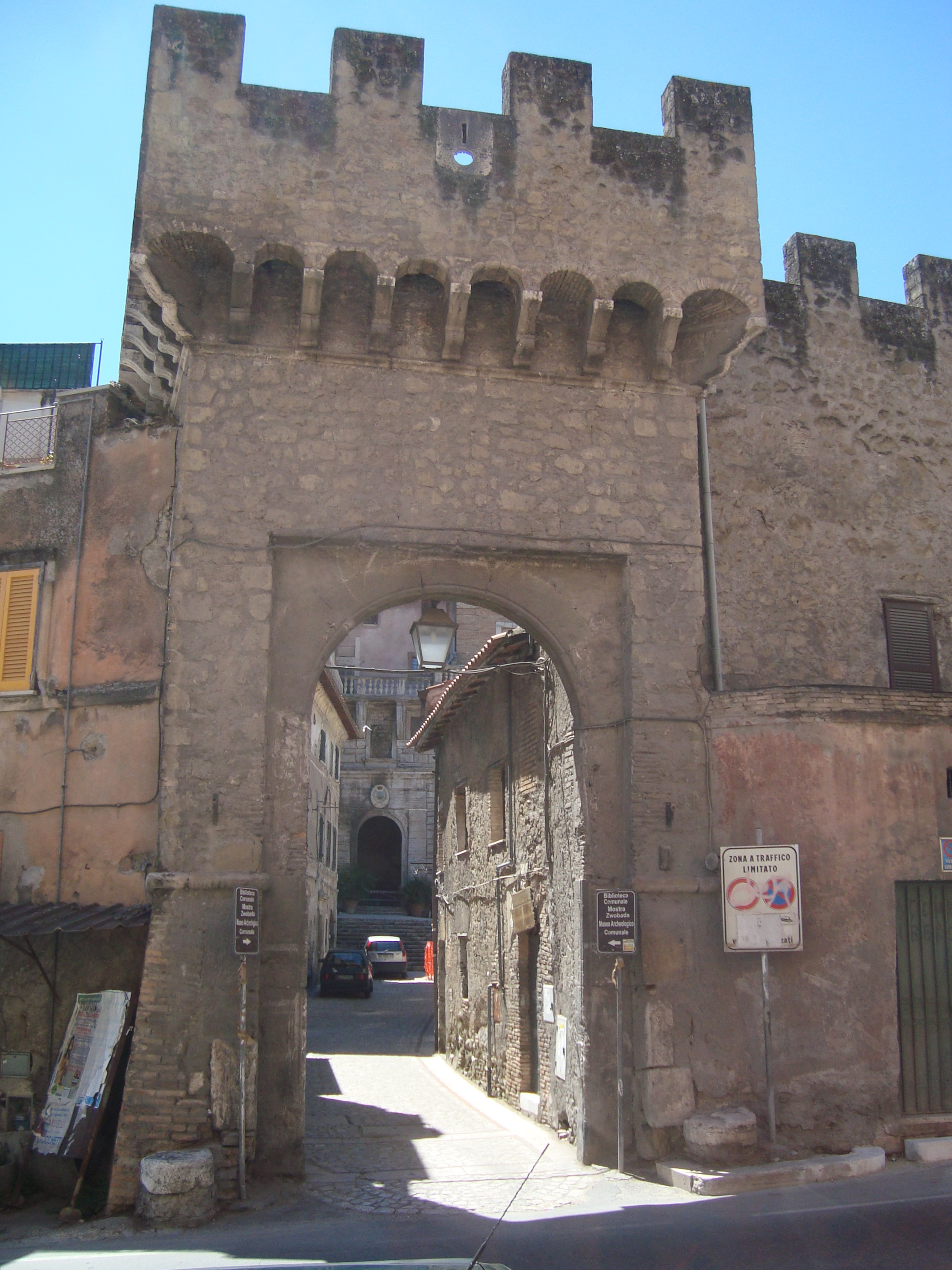
Porte fortifiée de la ville médiévale
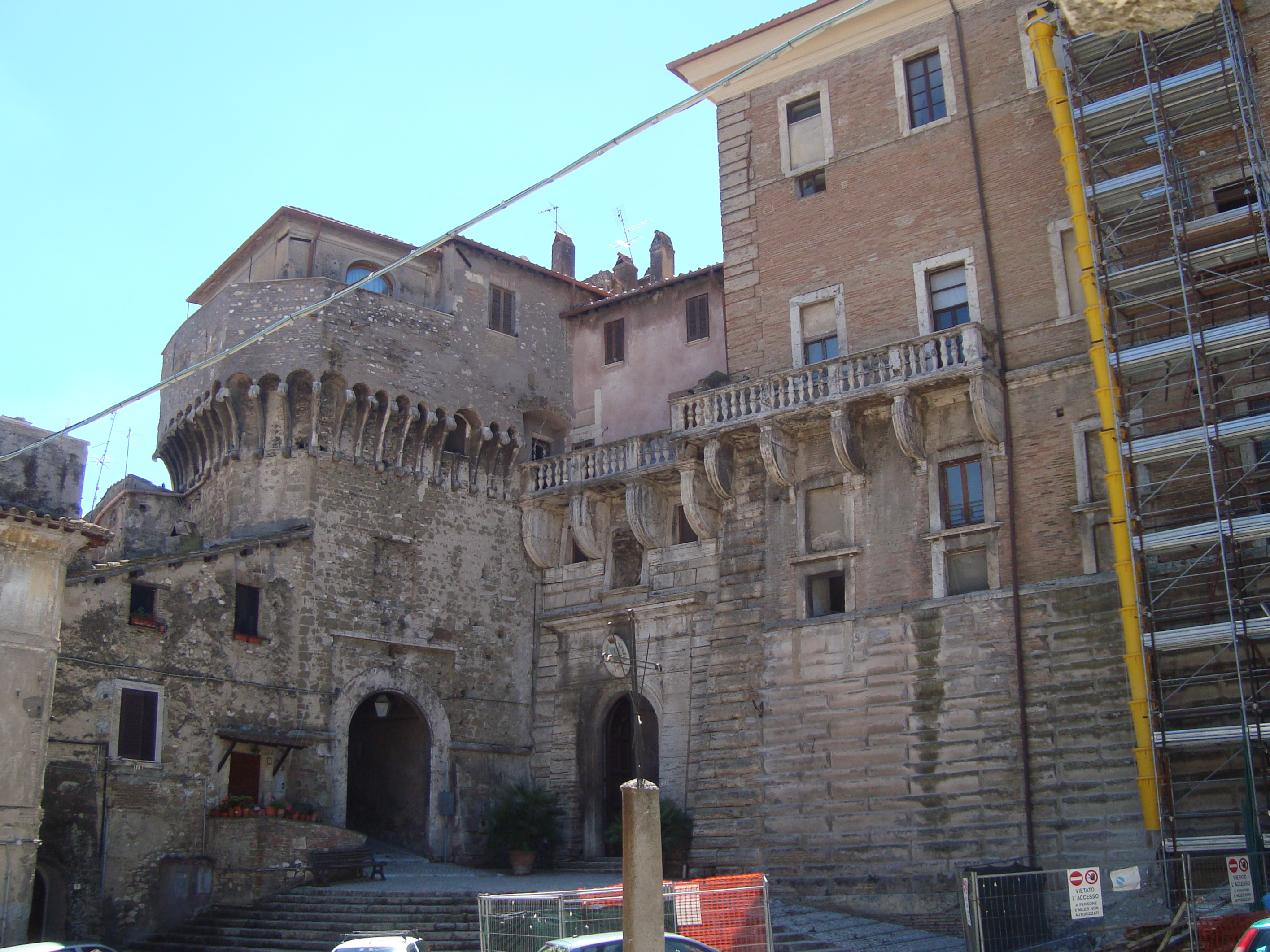
Le Castello
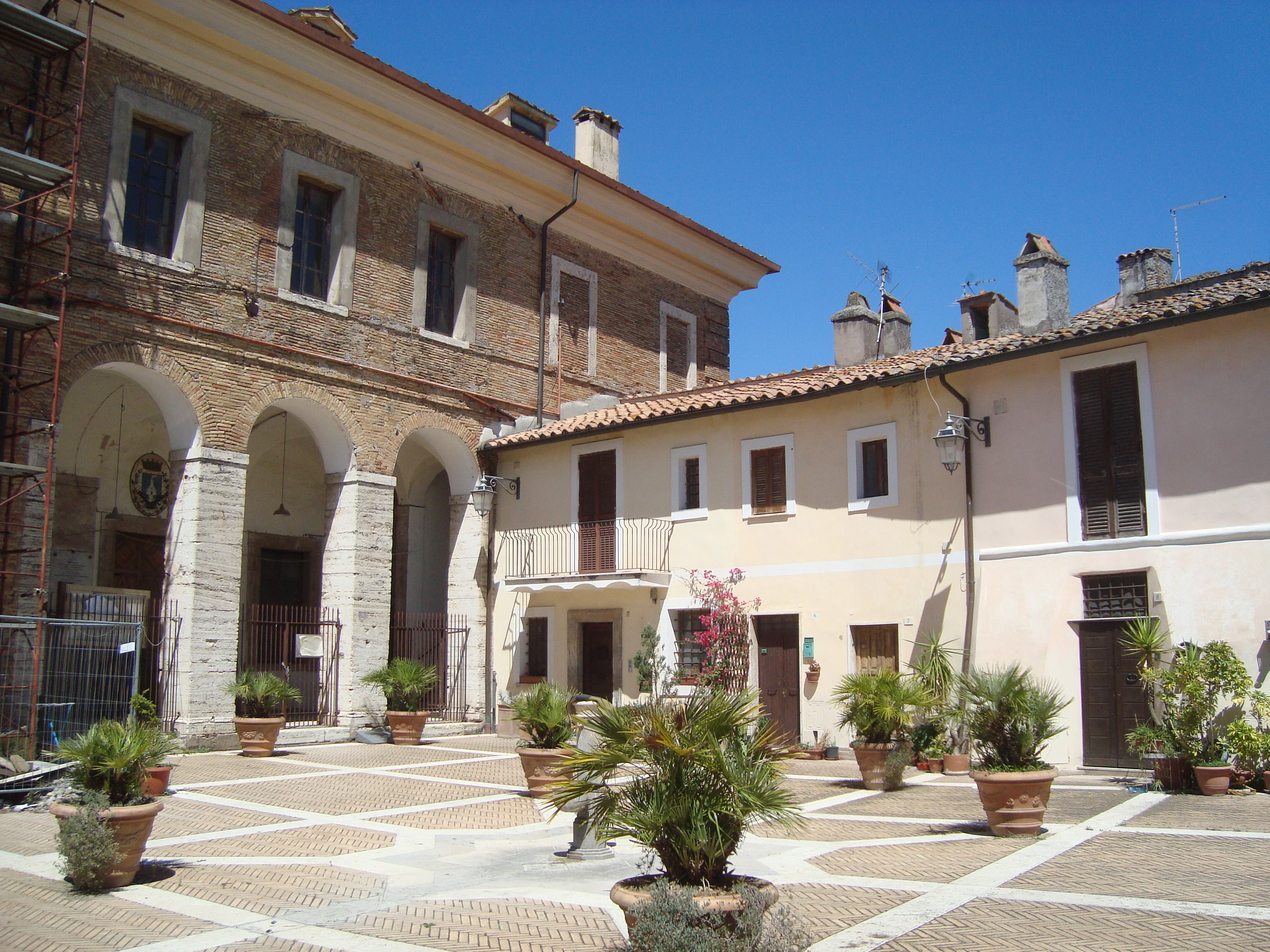
Place interne dans la partie haute du castello

### Commémoration
Chaque 23 novembre, a lieu une commémoration de l'entrevue entre Charlemagne et Léon III.